# Cahuamanta

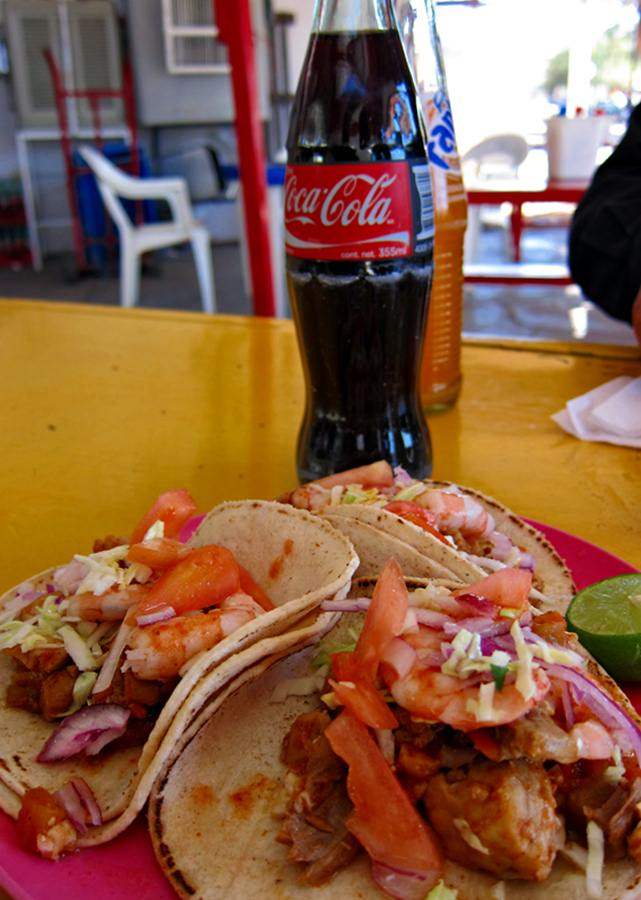
Tacos de cahuamanta

La caguamanta o cahuamanta es un estofado marinero típico de los estados de Sonora y Sinaloa, en el noroeste de México. Originalmente se preparaba con carne de tortuga caguama y mantarraya, de ahí su nombre, pero en la actualidad está hecha sólo con mantarraya debido a que la caguama es una especie en peligro de extinción y su pesca está vedada. Las nuevas versiones a veces sustituyen la caguama por camarones u otros productos del mar. El caldo se completa con tomates, chile, zanahoria, bastante apio, y se aromatiza con orégano, comino y ajo. Además, se sirve acompañado de una salsa de chile de árbol y cebolla morada y col finamente picadas.

## Origen y difusión
Según algunos autores, como recoge el chef Muñoz Zurita en su Diccionario enciclopédico de la gastronomía mexicana, la cahuamanta se originó al sur de Sonora en la Ciudad Obregón, a finales del siglo XIX. De ahí rápidamente se extendió a las demás ciudades del estado de Sonora, así como en el norte del estado de Sinaloa, en especial en Los Mochis y hasta Mazatlán. La cahuamanta estilo sinaloense incluye por norma los camarones, mientras que la sonorense no siempre.
Otras teorías trazan su origen a Santa Rosalía, en Baja California Sur. La cahuamanta se ha popularizado también en Tijuana y otras zonas de la península de California, e incluso en las costas de Nayarit y Jalisco.
En la sabiduría popular, se recomienda la cahuamanta como remedio a la resaca (o, como se le dice coloquialmente en México, «cruda»).

## Prohibición
La tortuga caguama (Caretta caretta) se considera especie amenazada desde 1978, aunque la población del Pacífico se declaró en peligro de extinción en 2010, tras la publicación de la Norma Oficial Mexicana NOM-059-SEMARNAT-2010. La veda se hizo efectiva definitivamente en 2012 con la Norma Oficial Mexicana NOM-162-SEMARNAT-2012, y además de la caguama, también afecta a otras tortugas mexicanas al borde de la extinción, como la tortuga golfina (Lepidochelys olivacea), la tortuga carey (Eretmochelys imbricata) o la tortuga laúd (Dermochelys coriacea).
Se presupone que la caguamanta original todavía se puede encontrar de forma clandestina,[cita requerida] a pesar de que su preparación está totalmente prohibida con una pena de prisión de hasta nueve años. Se estima que la población de tortugas caguamas se ha reducido en un 80% en los últimos 25 años (1990-2014), con menos de mil hembras anidando en las playas mexicanas en el verano de 2014.

## Variantes

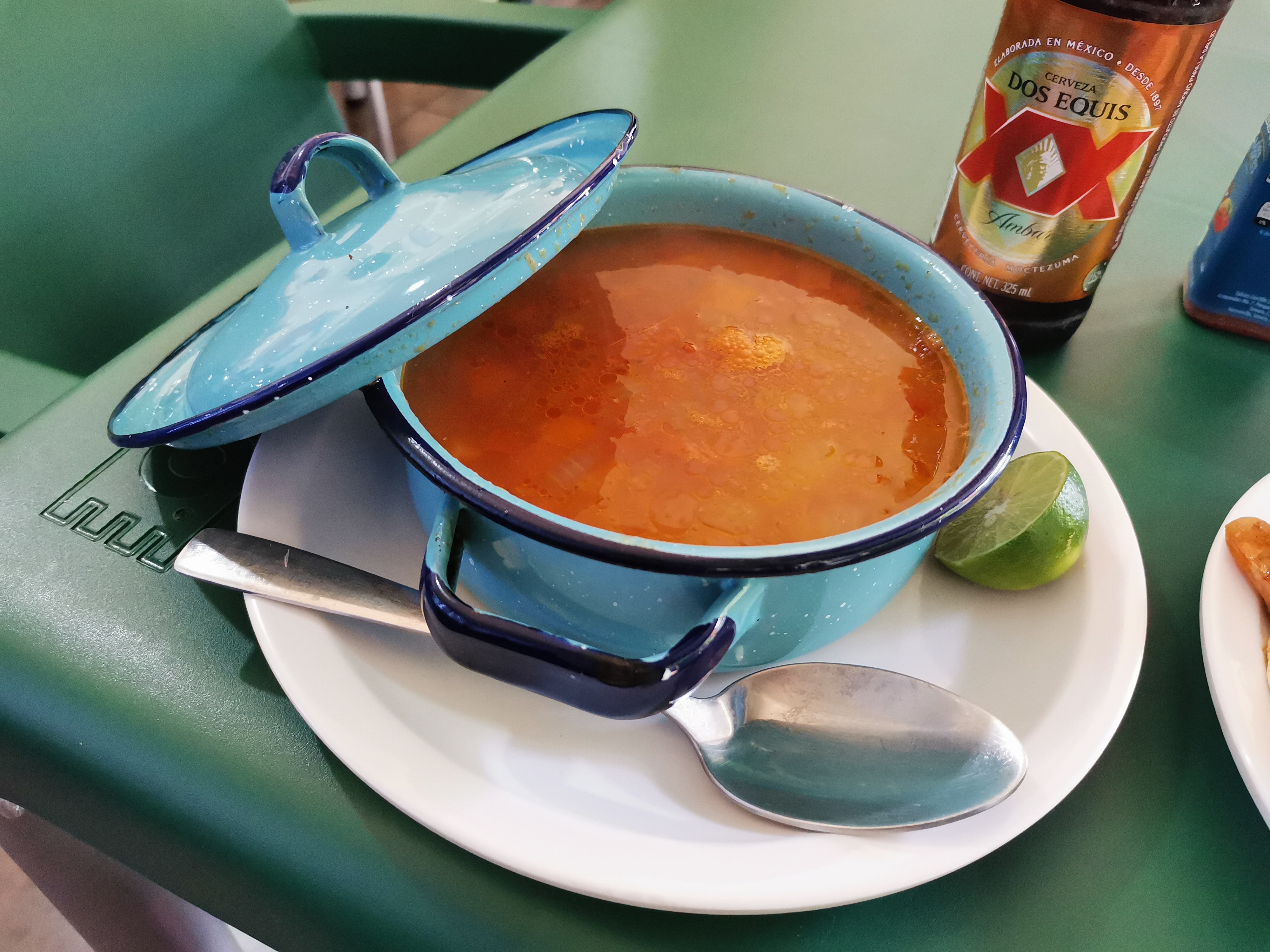
«Caldo Bichi»

En principio, la cahuamanta es un plato «de cuchara» (un guiso o estofado), pero también es igualmente común encontrar tacos de cahuamanta. En cualquier presentación, la cahuamanta se acompaña con el repollo, la cebolla, la salsa de chile de árbol o chile pico de pájaro y limón.
Cuando se sirve el caldo solo, se le llama bichi (del idioma yaqui, 'calvo, desnudo'); cuando se sirve el caldo con un poco de carne se le llama jugo y en algunos lugares ese mismo caldo con camarón es conocido como chuqui (del cahíta nachuqui, 'muy bueno').
Recetas derivadas usan otros productos del mar más económicos, destacándose el «atún estilo cahuamanta» o también dicho «cahuamanta de aletas de atún». También pulpo, mejillones u otros pescados locales.
Asimismo, hay caguamantas que ni siquiera usan productos del mar, sino carne de cerdo o chicharrones.